# Офіури
Офіури або змієхвістки (Ophiuroidea) — клас морських безхребетних типу голкошкірих, нараховує близько 250 родів та понад 2000 видів. Представники класу відомі з ордовику. У Чорному морі зустрічається кілька видів дрібних офіур.

## Будова

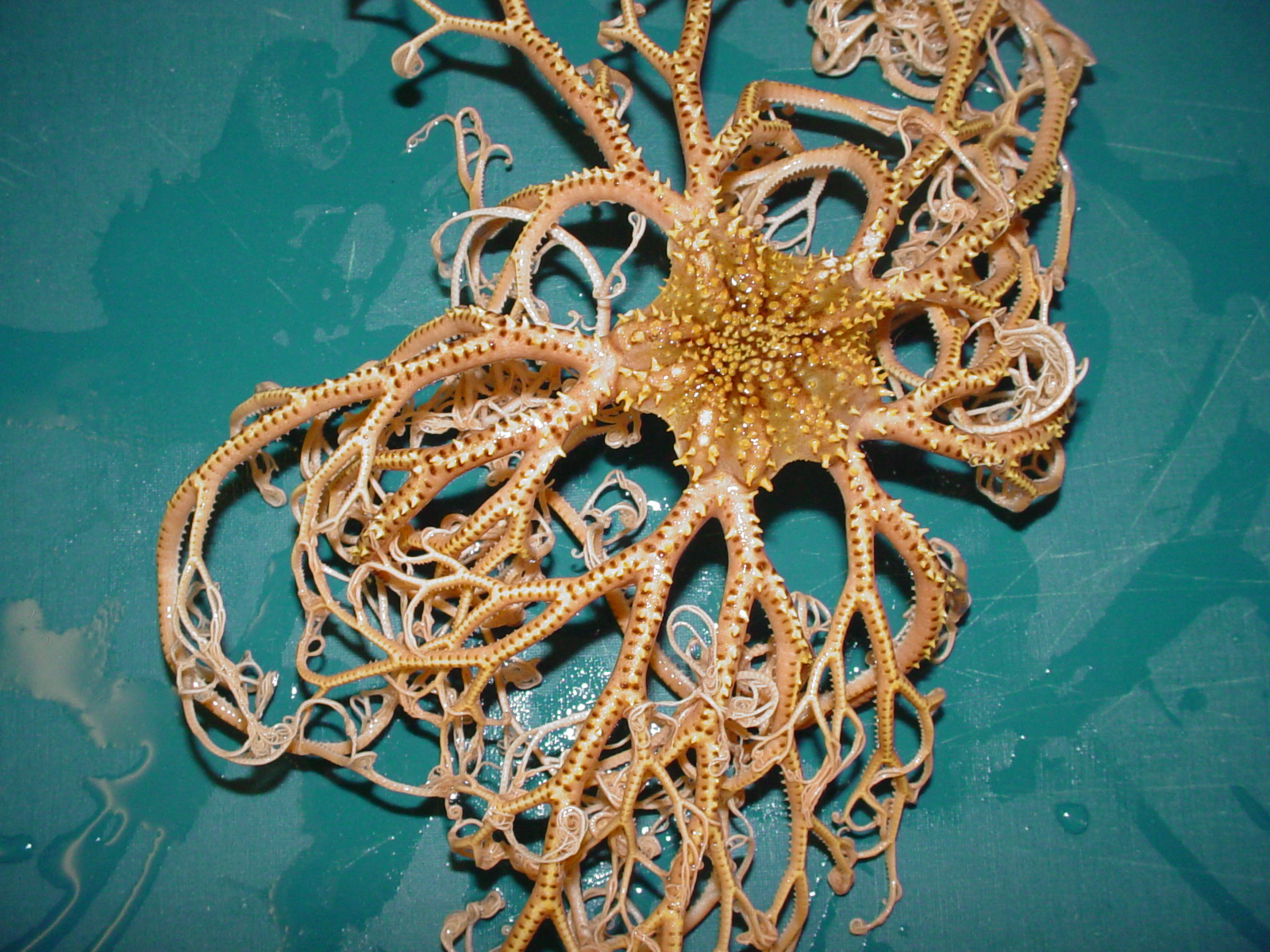
Офіура з розгалуженими променями

Як і всі голкошкірі, офіури мають п'ятипроменеву симетрію. Тіло зіркоподібної форми, на відміну від морських зірок має чітко відокремлені від диску тонкі рухливі промені. Кількість променів найчастіше 5, але може бути інша кількість. Промені досить довгі, в декілька разів перевищують довжину диску. Розміри диску зазвичай невеликі (від кількох міліметрів до 2 см), рідше більші (до 10 см). Промені зазвичай прості, але у деяких видів розгалужені. Промені мають добре розвинений зовнішній та внутрішній скелет з вапнякових пластинок, голок та хребців, з'єднаних м'язами та зв'язками. На черевному боці променя є отвори для виходу амбулакральних ніжок. Вони слугують органами дихання та дотику. Диск ззовні теж вкритий вапняковими пластинками, які мають вигляд лусок. Серед них на спинній поверхні виділяються крупні парні пластинки — радіальні щитки. На черевній стороні знаходиться п'ятикутний ротовий отвір, який має 5 виступів — щелеп.

## Спосіб життя

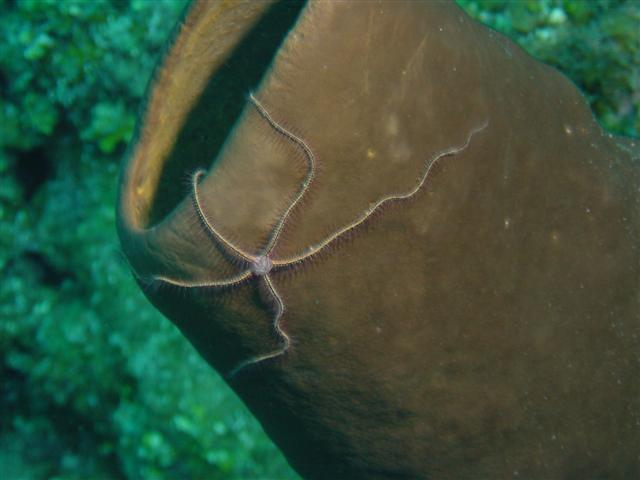
Офіура, що живе на губці

Донні тварини, зустрічаються як на мілководдях так і на великих глибинах (понад 8000 м). Живуть на різних ґрунтах, окремі види більшу частину життя проводять занурившись у нього. Також деякі види живуть на тваринах (губки, корали, морські їжаки тощо). Завдяки довгим променям активно рухаються у пошуках їжі. Живляться детритом, або планктонними організмами, яких захоплюють променями з оточуючого середовища. Є паразитичні види, які живляться м'якими тканинами інших тварин, також є офіури, які живляться виключно водоростями. У деяких біоценозах є важливою ланкою харчового ланцюга, оскільки утворюють великі скупчення та накопичують значну біомасу на великих площах дна, внаслідок чого складають основу раціону для інших мешканців екосистеми. Офіури мають високу здатність до регенерації втрачених частин тіла, швидко відновлюють втрачені промені та частини диску. Деякі види здатні світитися жовтувато-зеленим світлом.

## Розмноження
Офіури переважно роздільностатеві, дуже рідко зустрічаються гермафродитні види. Статевої зрілості досягають на 2 — 3 рік. Розмноження найчастіше відбувається навесні або влітку, статеві продукти виводяться у воду. Розвиток зі складним перетворенням, з яйця виходить пелагічна личинка — офіоплутеус. Для деяких видів характерна турбота про потомство і навіть живородіння. Молодь при цьому розвивається або на поверхні тіла матері або в спеціальних виростах тіла — бурсах. У деяких видів виявлене безстатеве розмноження поділом навпіл.